# Csamsillaru állomás
Csamsillaru (Jamsillaru) állomás a szöuli metró 2-es vonalának egyik állomása Szöul Szongpha-ku (Songpa-gu) kerületében. 1980-ban nyílt meg. Neve 2010-ig Szongne (성내역, Seongnae) volt, melyet a Szongnecshon (성내천, Seongnaecheon) patakról kapott.

## Viszonylatok
| 2-es vonal                                        | 2-es vonal | 2-es vonal                                                        |
| ------------------------------------------------- | ---------- | ----------------------------------------------------------------- |
| Kangbjon (Gangbyeon) (külső oldal) Városháza felé | fő vonal   | Csamsil (Jamsil) (belső oldal) Cshungdzsongno (Chungjeongno) felé |